# Evergreen Marine
Evergreen Marine Corporation (kinesiska: 長榮海運) är ett taiwanesiskt containerrederi och hamnförvaltande företag med huvudkontor i Taoyuan i Taiwan. Rederiet befraktar alla stora internationella sjöleder med drygt 100 containerfartyg. Rederiet ingår i taiwanesiska Evergreen Group.
Evergreen seglar på 315 hamnar i 114 länder och är ett av världens största rederier för containertransporter. Företaget sysslar med shipping, varv, containertillverkning samt drift av hamnar. Rederiets största trader är mellan Fjärran Östern och Nordamerika.

## Historik
Evergreen Marine grundades år 1968 av Chang Yung-fa (1927–2016). 1981 bytte moderbolaget namn till Evergreen International S.A. Företaget har därefter expanderat genom köp av bland andra Uniglory Marine Corporation i Taiwan 1984, Hatsu Marine Ltd i Storbritannien 2002 och Italia Marittima 1993. 

## Bildgalleri

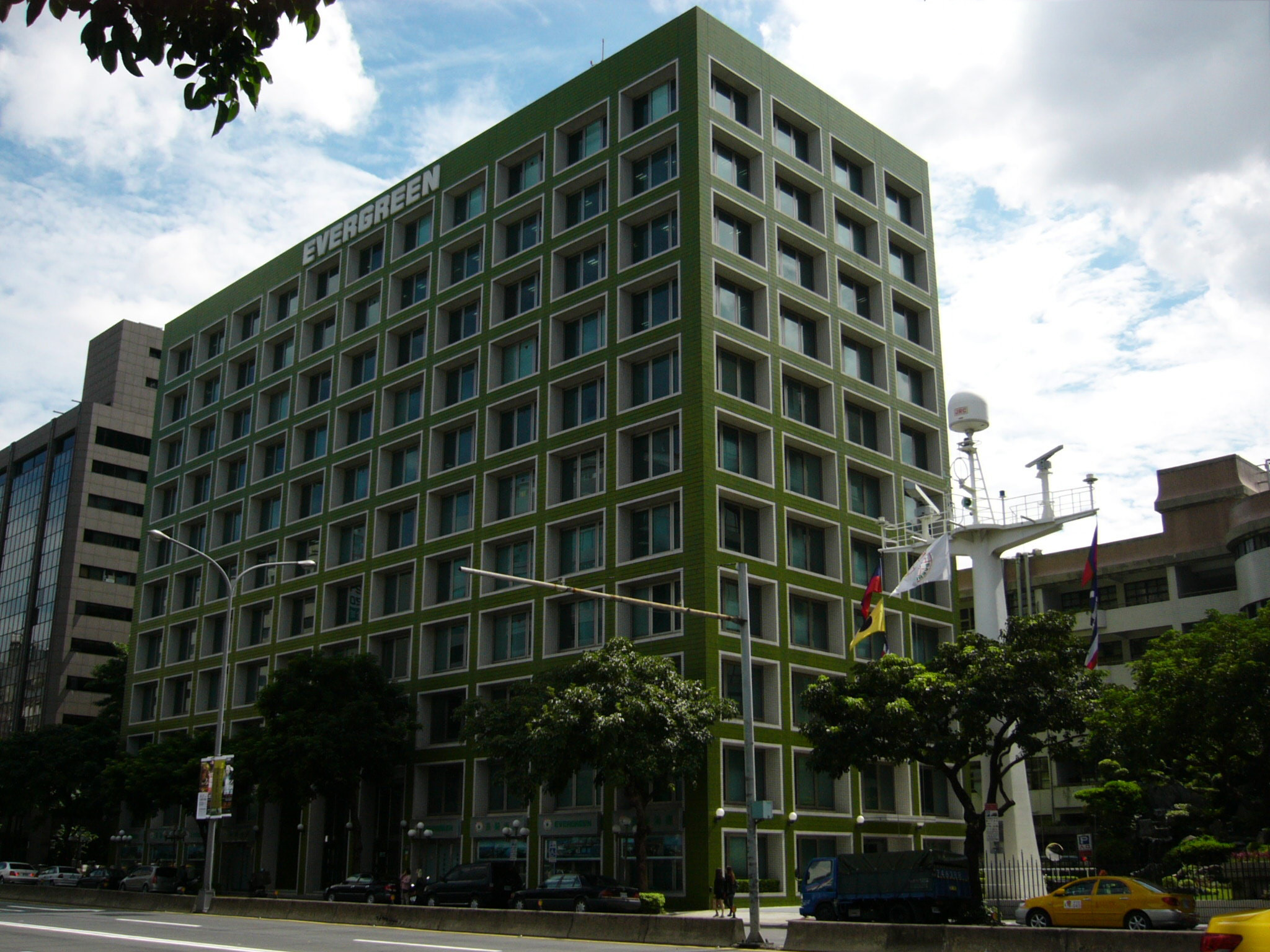
Evergreen Marine Building i Taipei.
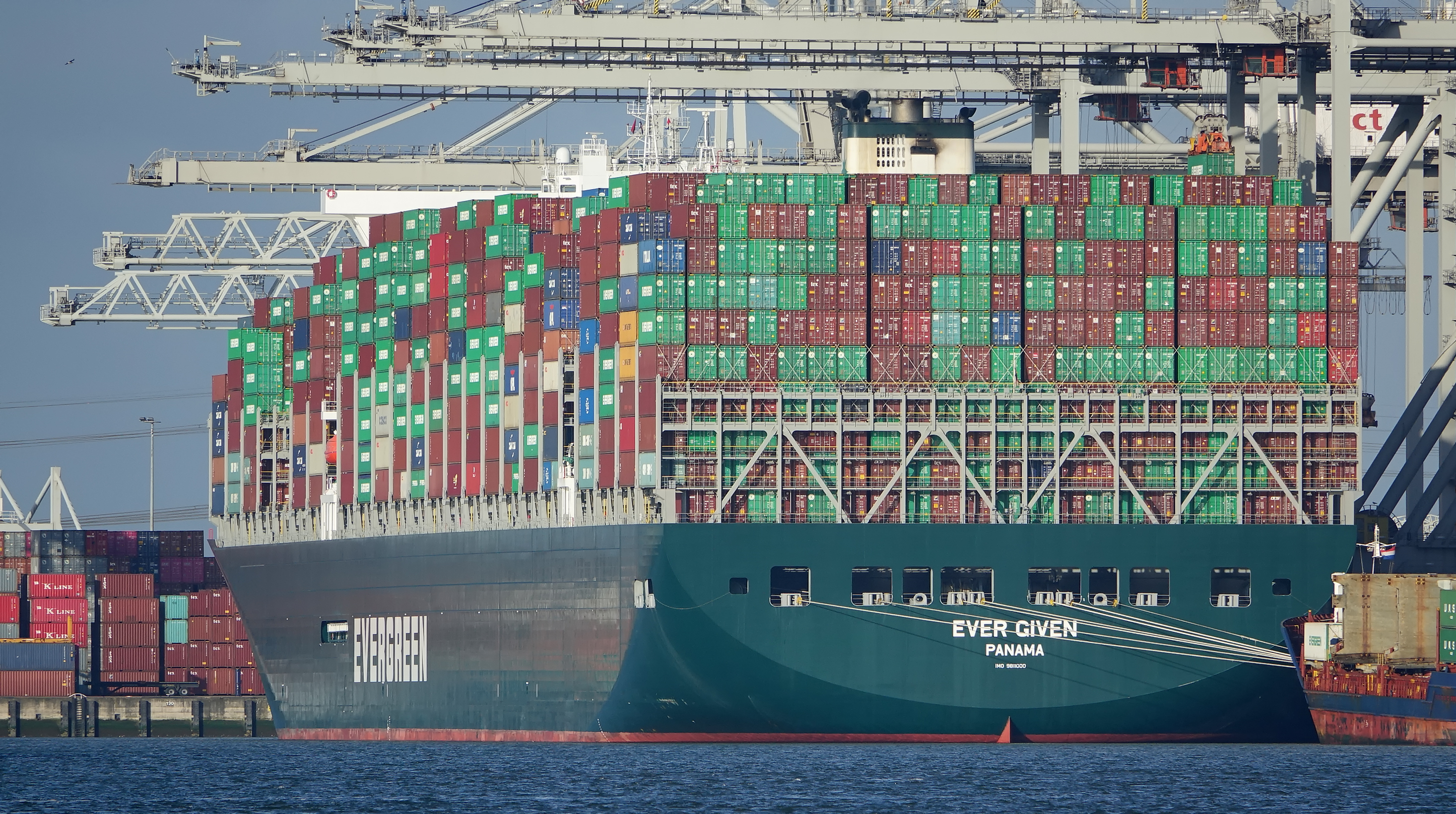
M/V Ever Given i Rotterdams hamn 2020.
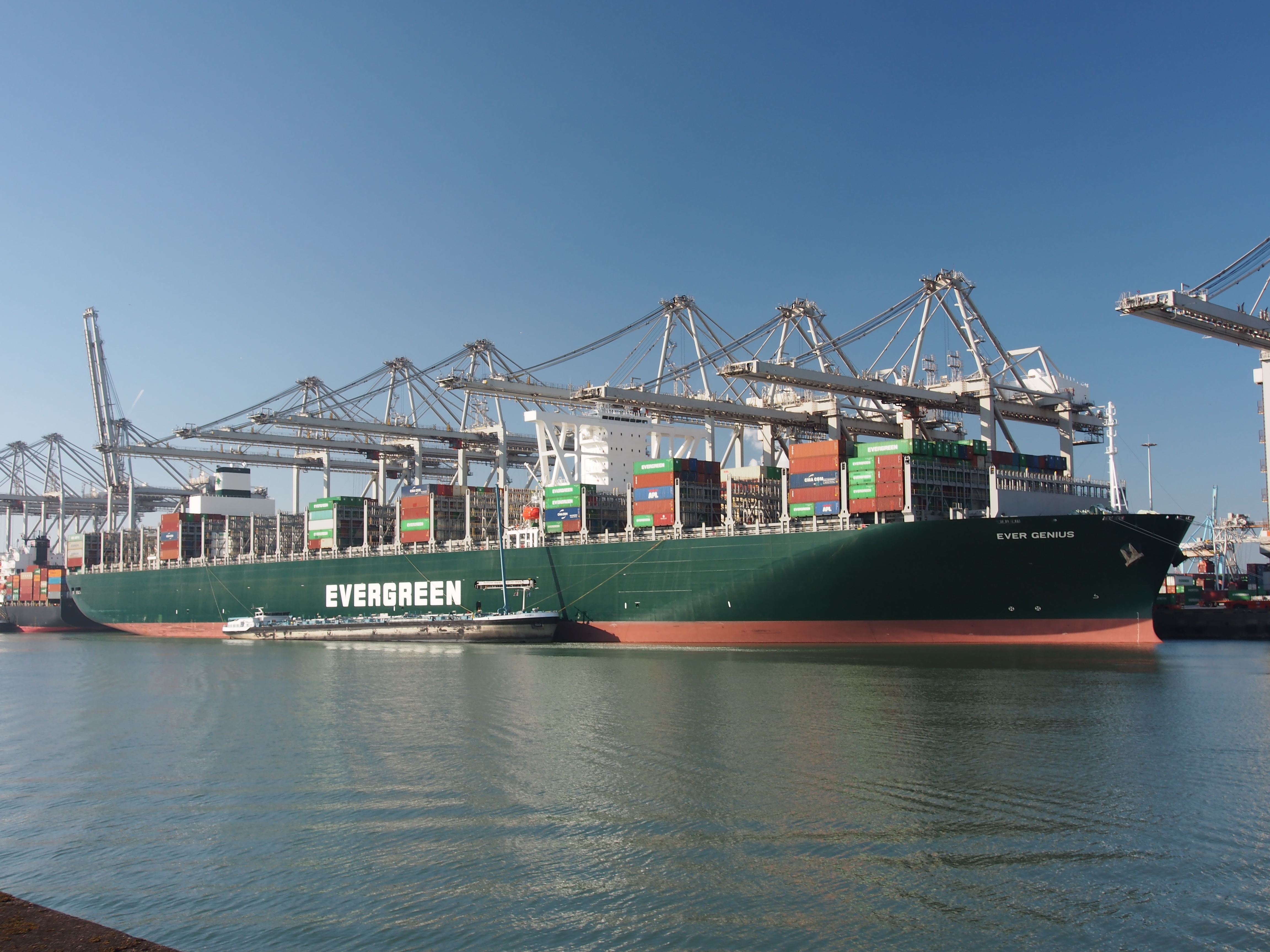
M/V Ever Genius av "20.000 TEU-klass" i Rotterdam, levererad 2018.
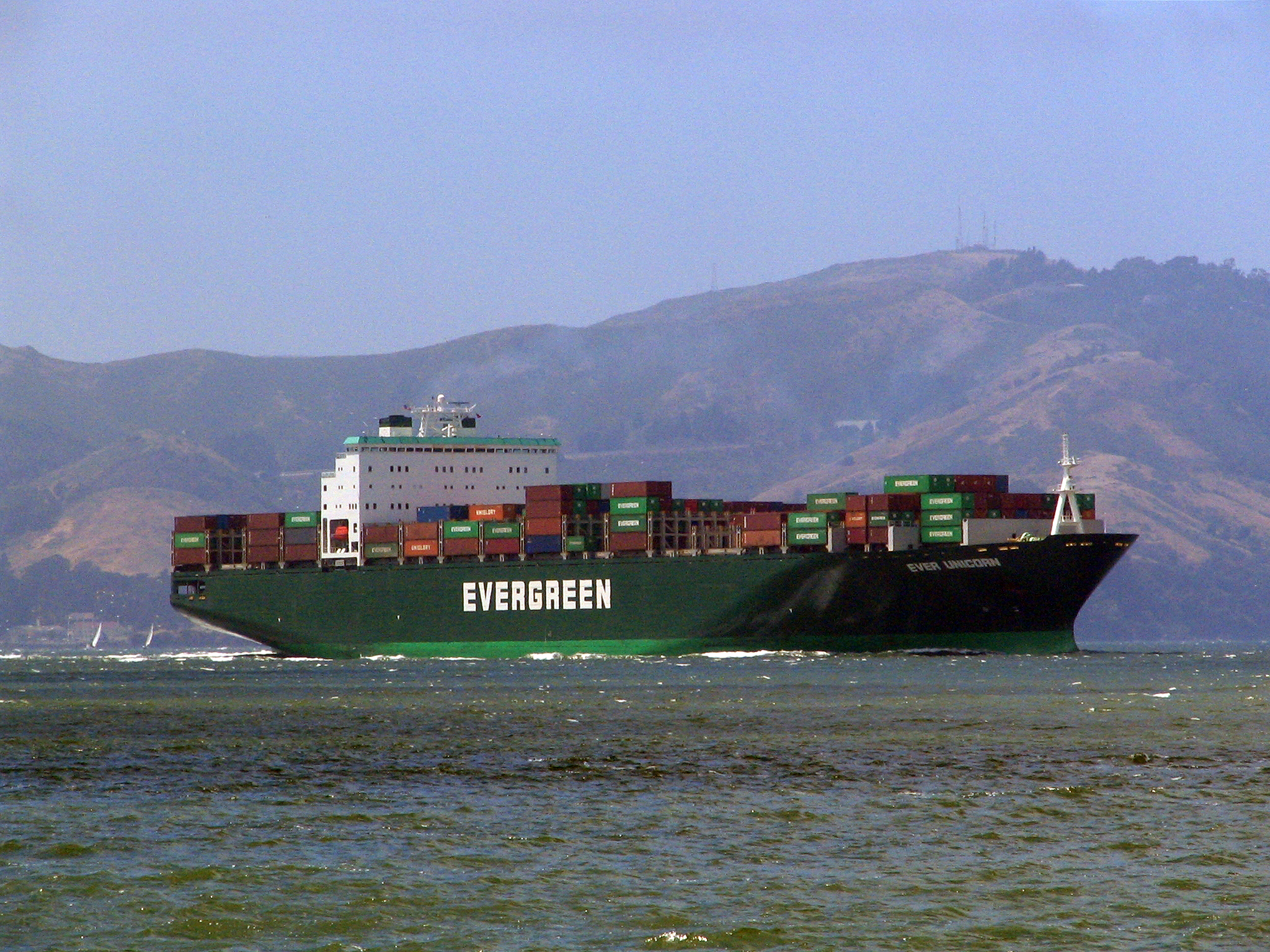
Ett av Evergreens fartyg av "Ever U-klass".
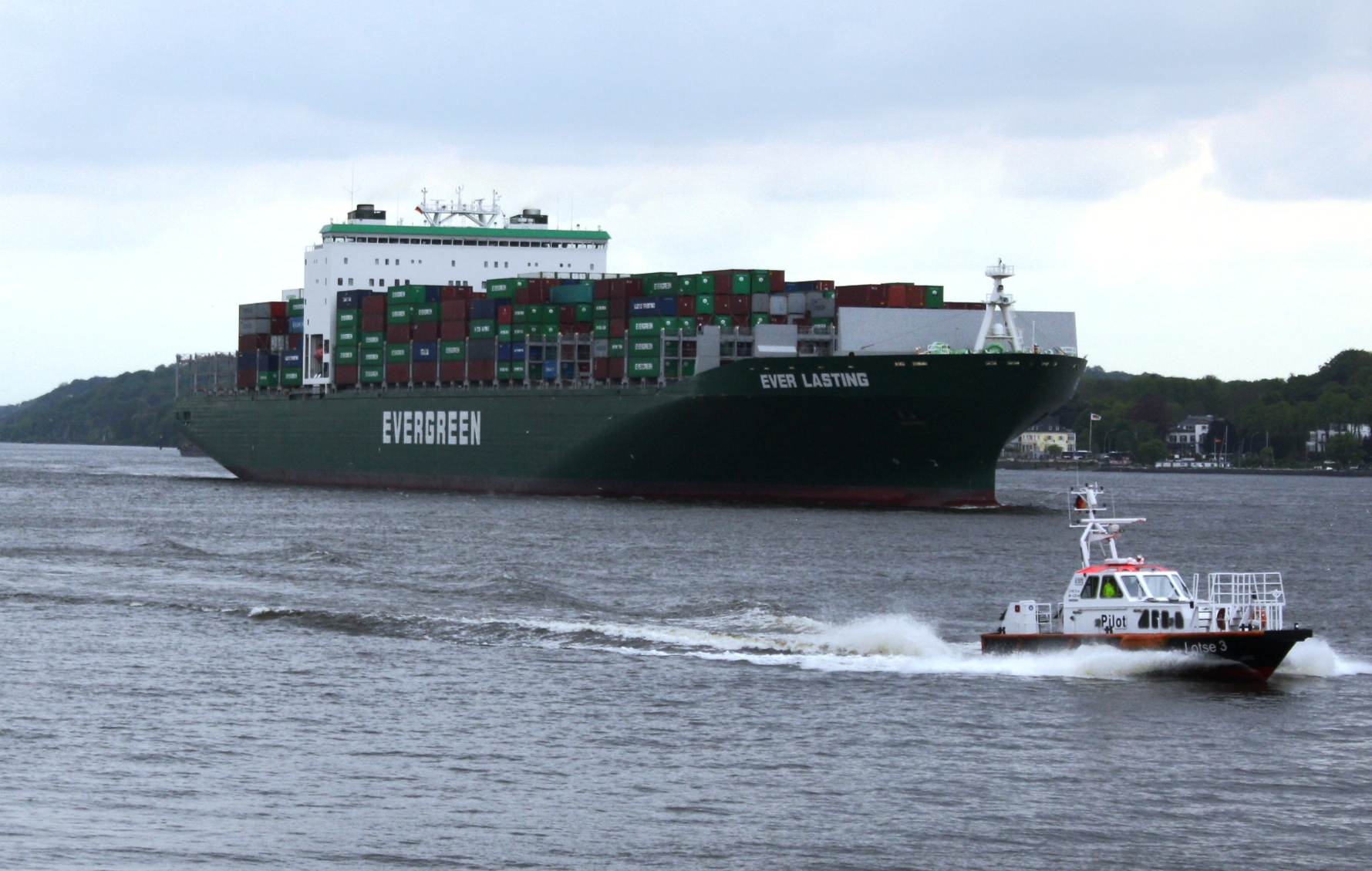
M/V Ever Lasting i Hamburg.
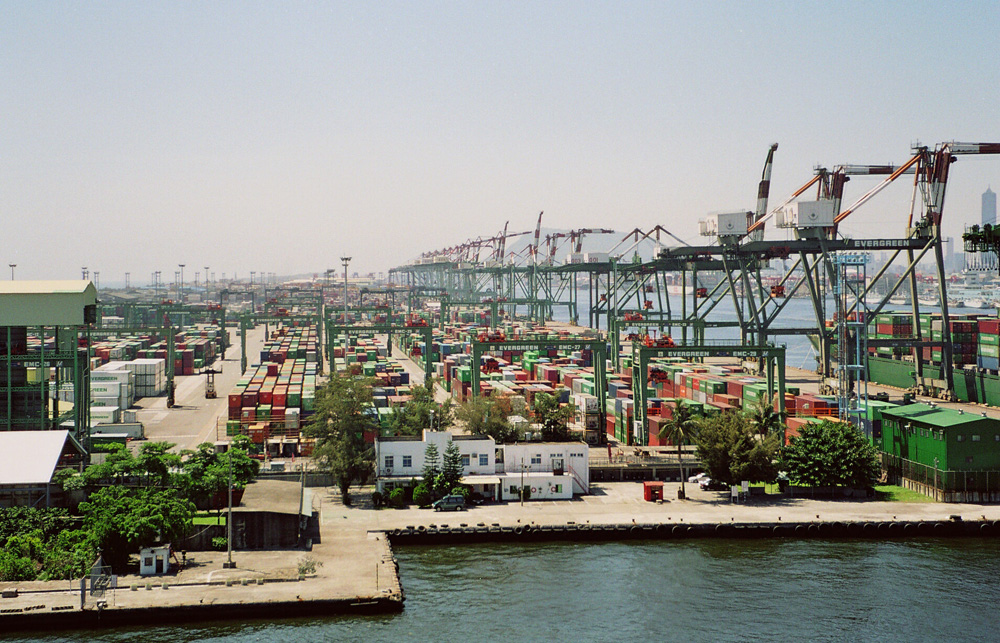
Evergreens containerterminal i Kaohsiung i Taiwan.
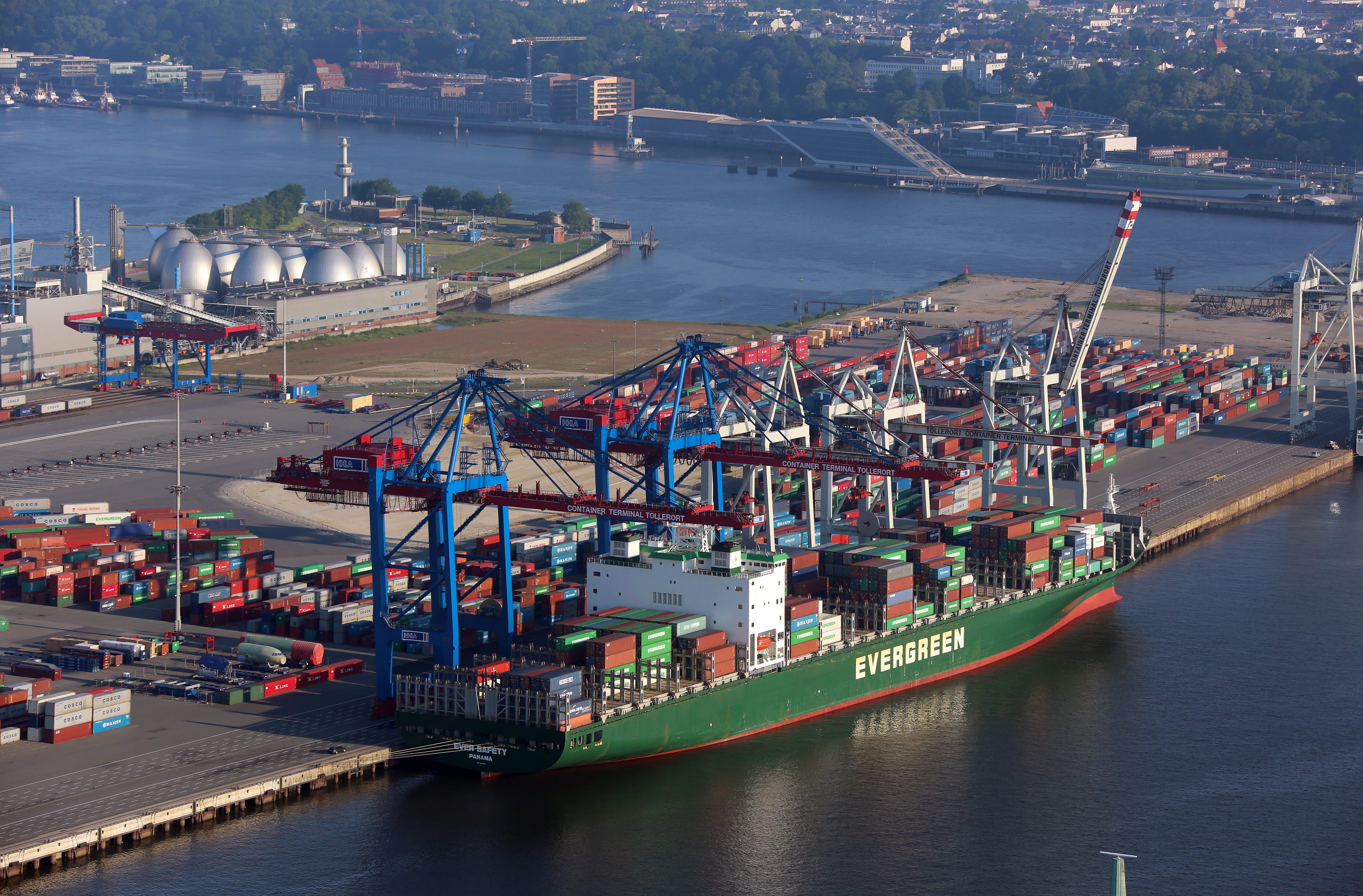
M/V Ever Safety i Hamburg, 2013.